# Dragana da Sérvia
Dragana (em búlgaro:  Драгана) foi uma imperatriz-consorte da Bulgária, segunda esposa do czar João Sismanes (r. 1371–1395). Ela era filha do cnezo Lázaro com a princesa Milica, mas quase não existem informações sobre ela. Há uma breve menção no "Obituário de Boril" sobre as consortes de João Sismanes:
| “ | ...a Maria Ceratza, a piedosa imperatriz ao grande imperador João Sismanes, eterna memória. À senhora Desislava, mãe da piedosa imperatriz Maria - com o grande imperador João Sismanes, chamada em forma angélica, Débora, eterna memória... | ” |
|   | — Obituário de Boril. |   |

Com base neste texto, o historiador Plamen Pavlov sugeriu uma nova teoria sobre a imperatriz: ele assume que, como Lázaro não teve esposa alguma chamada "Desislava", é possível que a primeira esposa de João Sismanes seria uma "Maria" e Dragana seria "Maria Ceratza".

## 
1. 1 2  Павлов, Пламен. Търновските царици. В.Т.:ДАР-ТХ, 2006.